# Anders Langes Avis
Anders Langes Avis (tidligere udgivet som Hundeavisen 1948-1962) var en norsk avis om hundehold og politik, som blev udgivet fra 1962 til 1974. Avisen fungerede i høj grad som udgiveren Anders Langes personlige talerør, og stod for den samme politik som det senere protestparti "Anders Langes Parti til sterk nedsettelse av skatter, avgifter og offentlige inngrep", der senere skiftede navn til Fremskrittspartiet. Avisen var stærkt højredrejet og forfægtede et forholdsvis racistisk budskab med standpunkter som "Ingen stemmeret til negere", "Stop blandede ægteskaber", "Hver nation en race" og "Ingen u-hjælp til de sorte". Avisen forfægtede også en positiv holdning til apartheidregimet i Sydafrika og stemplede norske modstandere af apartheidsystemet som "forædere mod den hvide race".
Avisens motto var Om alle ønsker å bli rike, hvorfor er det da så ille at noen blir det?

## Historie
I 1947 blev Anders Lange sekretær i Norsk Kennel Klub og startede senere sin egen kennel i Oppegård. I 1948 grrundlagde han Hundeavisen. Avisen handlede i starten hovedsagelig om hundehold og til en vis grad om dyreværnsspørgsmål. Men i 1950-erne blev den mere og mere åben overfor politiske ytringer og op gennem 1960'erne blev den redaktionelle profil helt ændret, og avisen blev i 1962 omdøbt til Anders Langes Avis. Avisen havde en krads brod mod det herskende politiske miljø, og var hovedsagelig rettet mod skatter og afgifter og alle former for afgrænsinger af det frie næringsliv, og indgreb i den enkeltes liv. 

## Ekstern henvisning
- Dagbladet.no: I kinosalens mørke